# Clotilde von Derp

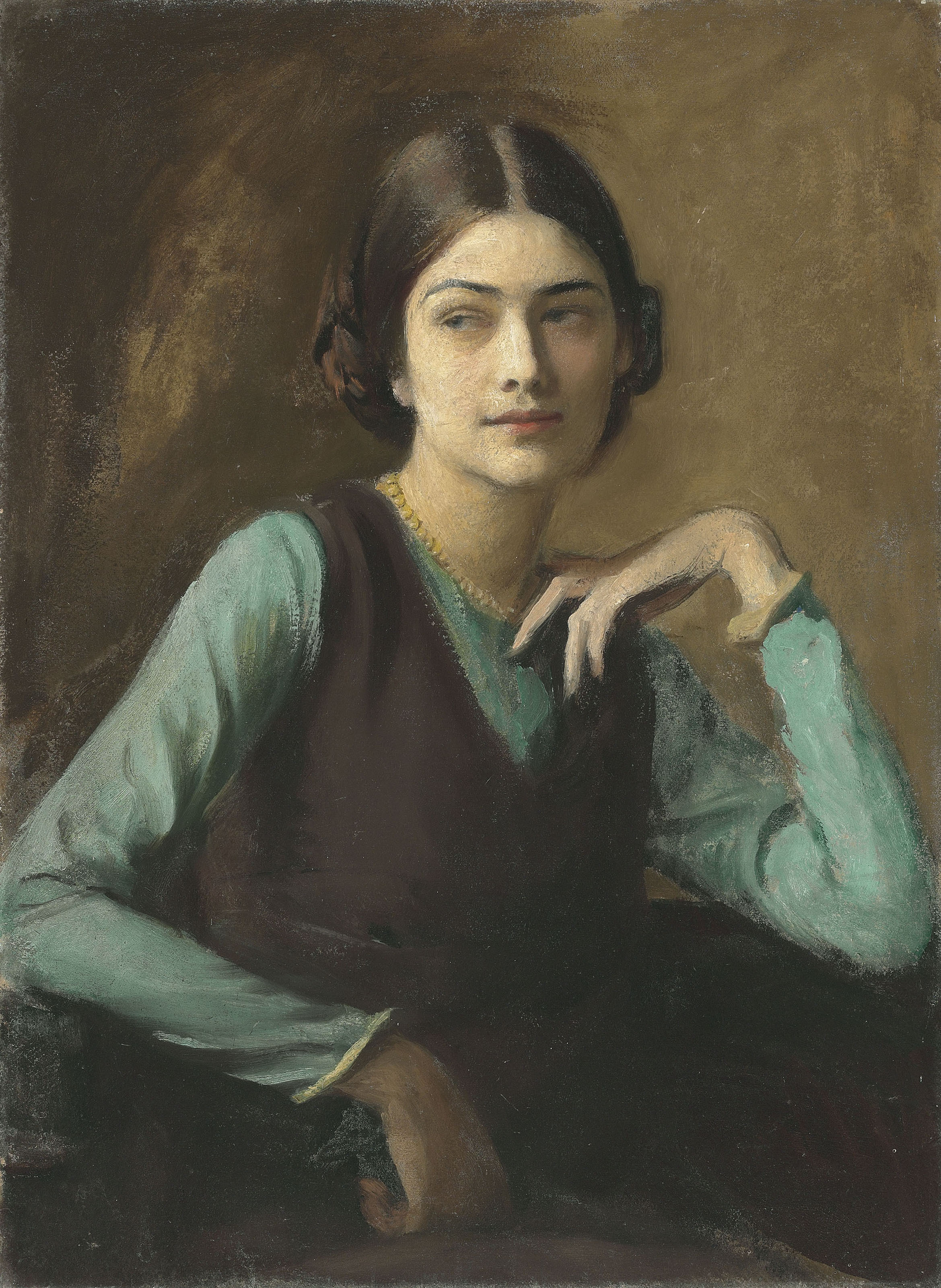
Clotilda von Derp (Frau Sakharoff), målning av George Spencer Watson 1912.

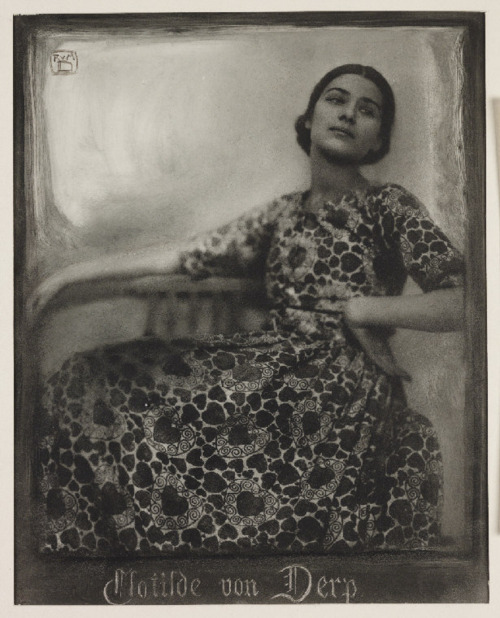
Clotilde von Derp 1912.

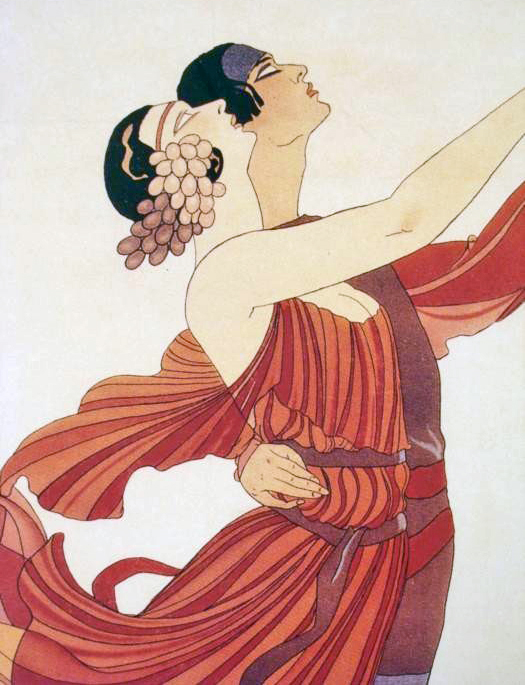
Alexander Sakharoff och Clotilde von Derp. Målning av George Barbier före år 1932.

Clotilde von Derp (artistnamn för Clotilde Margarete Anna Edle von der Planitz) född 5 november 1892 i Berlin, död 11 januari 1974 i Rom, var en tysk dansare, och mycket uppmärksammad som en tidig representant för fridans och modern dans.
Hon arbetade framför allt tillsammans med sin make Alexander Sacharoff, rysk dansare, koreograf och danslärare, med vilken hon hade ett livslångt förhållande.

## Biografi
Clotilde var dotter till den preussiska majoren Hans Edler von der Planitz (1863–1932) från Berlin och Margarete von Muschwitz (1868–1955). 
Som barn I München hade Clotilde drämt om att bli violinist, men redan från tidig ålder visade hon stor talang för dans. Efter att ha fått utbildning i balett av Julie Bergmann and Anna Ornelli från operan i München, gav hon sin första föreställning den 25 april 1910 Hotel Union, under artistnamnet Clotilde von Derp till publikens uppskattning. Max Reinhardt gav henne titelrollen I sin pantomim Sumurûn som gjorde stor succé i London. Clotilde var medlem av den radikala Blaue Reiter Circle som hade startats av Wassily Kandinsky år 1911.
Bland hennes beundrare fanns Rainer Maria Rilke och Yvan Goll. För sina schweiziska danspresentationer gav Aleksej von Jawlensky henne make-up i form av abstrakta porträtt. 
Från 1913 uppträdde Clotilde med den ryska dansaren Alexander Sacharoff, med vilken hon flyttade till Schweiz under första världskriget. Både Sacharoff och Clotilde var kända för sina transvestitkostymer. Clotildes femininitet sades vara “accentuated by the male attire”. Hennes dansdräkter anknöt till antik grekisk look som hon använde i Danseuse de Delphes år 1916. Hennes stil var elegant och mer modern än den som tidigare hade etablerats av Isadora Duncan. 
Den 25 januari 1919, gifte hon sig med Alexander Sakharoff, en rysk dansare, lärare och koreograf. Hon gifte sig med finansiellt stöd från Edith Rockefeller, och uppträdde på Metropolitan Opera i New York, men utan stor framgång.  De bodde i Paris till andra världskriget. Under namnet "Les Sakharoff" marknadsförde de en föreställning som skulle visa ett "mutually complementary androgynous couple" "united in dance" sammanfogade I en akt av "artistic creation."
De gjorde framgångsrika turnéer i många länder, Spanien, Kina, Japan, Nord- och Sydamerika och återvände, De hade en tid sin bas I Buenos Aires, men slog sig senare ned i Italien och blev inbjudna till Rom för att undervisa av Guido Chigi Saracini. 
De undervisade senare vid Accademia Musicale Chigiana i Siena och öppnade senare en egen dansskola i Rom. De upphörde båda att dansa år 1956 och bodde resten av sina liv i Rom.